# I. Anthimosz konstantinápolyi pátriárka
I. Anthimosz (ógörögül: Άνθιμος, latinul: Anthimus), (? – 536 után) konstantinápolyi pátriárka 535-től 536-ig.
Anthimosz monofizita nézeteket valló személy volt, akit Theodóra bizánci császárné – férjének, I. Iusztinianosz a monofizitákkal való engedékeny magatartása bátorított fel – tette meg a császárváros pátriárkájává. Anthimosz nem kormányzott sokáig, mert már a következő évben az ortodoxok felülkerekedetek, és megfosztották püspökségétől; helyébe pedig Ménászt választották meg.